# Temporada 1911-1912 del Liceu
| Temporada 1911-1912 del Liceu |                     |                                       |                   | |           |                     |
| Òpera                         | Compositor          | Director musical                      | Director d'escena | Papers principals | Producció | Dates               |
| La Gioconda                   | Amilcare Ponchielli |                                       |                   | Teresa Burchi, Beatrix Costa Marrugat, Emilio Perea/Giuseppe Krismer, Enrico Nani, Luigi Nicoletti Korman                                                |           | novembre            |
| Die Walküre                   | Richard Wagner      |                                       |                   | Teresa Burchi, Lina Pasini-Vitale, Juan Raventos, Luigi Nicoletti Korman, Conrad Giralt                                                                  |           | novembre            |
| Tosca                         | Giacomo Puccini     | Edoardo Mascheroni                    |                   | Lina Pasini-Vitale, Giuseppe Krismer, Riccardo Stracciari, Conrad Giralt, Vittorio Trevisan, Vicenç Gallofré, José de Rueda, Josep Ricart, Adela Gassull |           | 20, 24, 26 desembre |
| Carmen                        | Georges Bizet       | Edoardo Mascheroni                    |                   | Conxita Supervia, Remo Andreini, Innocenci Navarro, Gaietana Lluró                                                                                       |           | primavera           |
| Lucia di Lammermoor           | Gaetano Donizetti   |                                       |                   | Giuseppina Finzi-Magrini, Narciso Del Ry, Innocenci Navarro, Conrad Giralt                                                                               |           | abril               |
| El barber de Sevilla          | Gioachino Rossini   | Edoardo Mascherini/Augusto Dall'Acqua |                   | Emilio Perea, Vittorio Trevisan, Elvira de Hidalgo, Riccardo Stracciari/Ernesto Badini, Luigi Nicoletti-Kormann, Vicenç Gallofré, Adela Gassull          |           |                     |
| Il trovatore                  | Giuseppe Verdi      | Josep Sabater                         |                   | Mario Ancona, Celestina Boninsegna, Ladislawa Hotkowska, Mario Gilion, Conrad Giralt, Vicenç Gallofré                                                    |           | 1, 2, 5 maig        |